# The Rainbow in Daddy's Eyes
«The Rainbow in Daddy's Eyes» es una canción escrita por Dallas Frazier y Sanger D. Shafer, e interpretada por la cantante de country estadounidense Sammi Smith. Fue publicado en diciembre de 1973 como el sencillo principal de su quinto álbum de estudio, The Rainbow in Daddy's Eyes (1974).

## Recepción de la crítica
Un escritor no especificado de Billboard indicó que Smith canta lastimeramente esta súper canción. Un escritor no especificado de la revista Cash Box describió «The Rainbow in Daddy's Eyes» como “una balada bellamente suave”, añadiendo: “Las letras brillantes connotan imágenes vívidas mientras Sammi crea el ambiente de esta conmovedora canción. Un mundo de ilusión e irrealidad se describe acertadamente”.

## Lista de canciones
- 7-inch single – Mega MR-204[4]

1. «The Rainbow in Daddy's Eyes» – 3:20
2. «Birmingham Mistake» – 2:50

## Créditos y personal
Créditos adaptados desde las notas de álbum de The Rainbow in Daddy's Eyes.
Músicos
- Sammi Smith – voces
- Jerry Stembridge – guitarra eléctrica
- Jerry Shook – guitarra rítmica
- Harald Rugg – steel guitar
- Jerry Whitehurst – piano
- Henry P. Strzelecki – bajo eléctrico
- Donald R. Smith – bajo eléctrico
- Richard Farrell Morris – percusión

Personal técnico
- Jim Malloy – productor
- Bill Walker – arreglos
- Tommy Strong – ingeniero de audio

## Posicionamiento
| Gráfica (1974)                                      | Pico de posición |
| --------------------------------------------------- | ---------------- |
| Canadá (RPM Country Playlist)                       | 22               |
| Estados Unidos (Billboard Hot Country Singles)      | 16               |
| Estados Unidos (Cash Box Country Top 75)            | 13               |
| Estados Unidos (Record World Country Singles Chart) | 12               |